# 山梨県道307号石和温泉停車場松本線

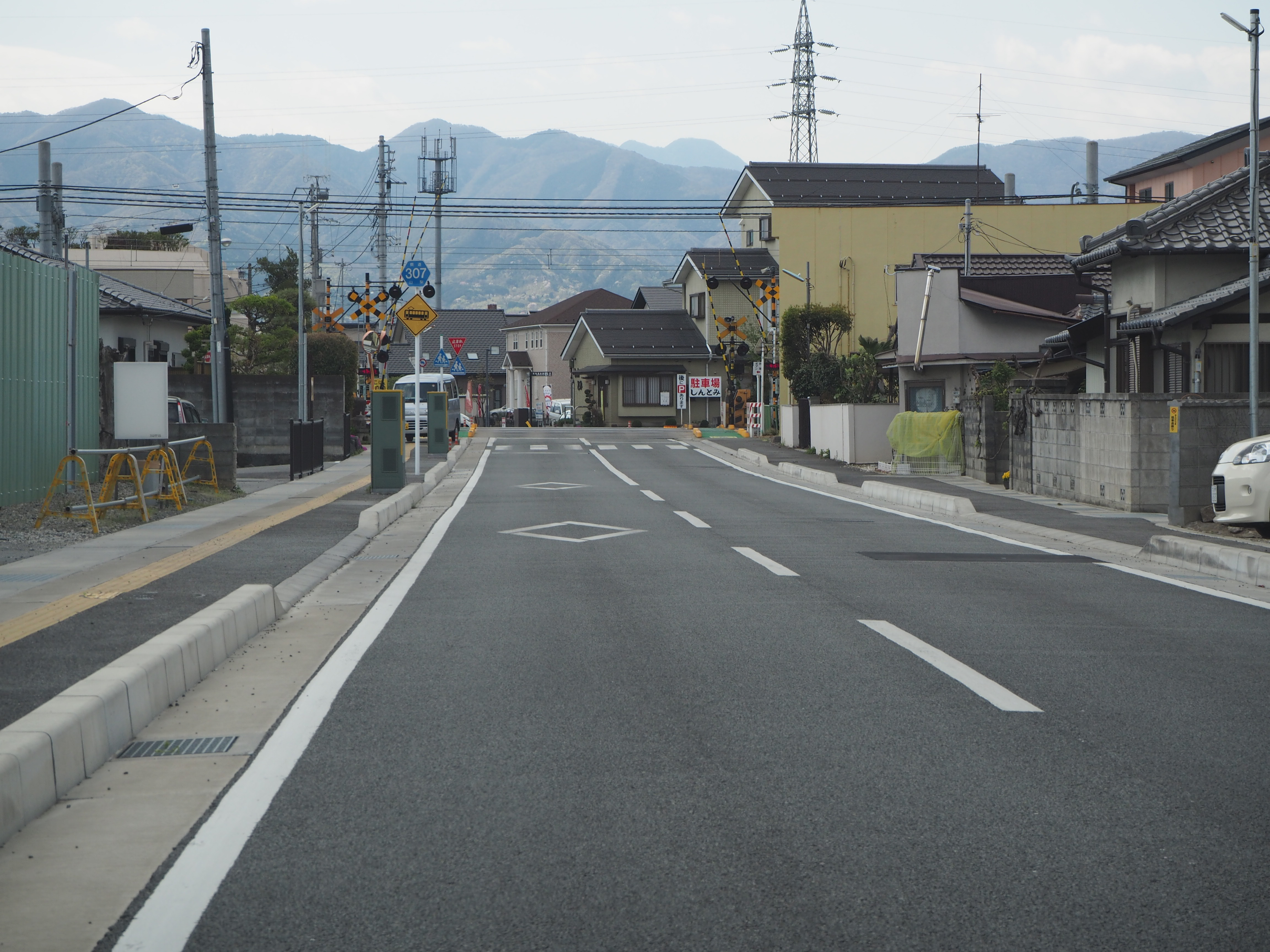
山梨県道307号（石和温泉駅付近、2018年4月）

山梨県道307号石和温泉停車場松本線（やまなしけんどう307ごう いさわおんせんていしゃじょうまつもとせん）は、山梨県笛吹市を走る一般県道である。

## 概要

### 路線データ
- 起点：山梨県笛吹市石和町松本（石和温泉駅前＝山梨県道208号下神内川石和温泉停車場線終点、山梨県道302号石和温泉停車場線起点）
- 終点：山梨県笛吹市石和町松本（松本交差点＝国道140号交点）

## 交差・接続する道路
- 山梨県道208号下神内川石和温泉停車場線（笛吹市石和町松本）
- 山梨県道302号石和温泉停車場線（同上）
- 国道140号（笛吹市石和町松本・松本交差点）

## 周辺
- 石和温泉駅